# 大須賀亮照
大須賀 亮照（おおすが りょうしょう）は、日本の空手道指導者。公立高校教諭。群馬県出身。

## 来歴
群馬県立高崎商業高等学校、1988年駒澤大学仏教学部卒業。群馬県立高校教諭（公民科）。
群馬県立渋川女子高等学校空手道部を3回インターハイに導く
。高崎経済大学附属高等学校に異動後も、空手道部を指導し実績をあげている。平成19年3月に和歌山県で行われた第26回全国高校空手道選抜大会では、全国第三位（優勝した御殿場西高校に準決勝で惜敗）となった。
箕輪城下の名刹・法峰寺（天台宗、高崎市箕郷町西明屋、箕輪小学校裏）の副住職をつとめる僧侶でもある。僧籍に入るため改名している（旧名は飯田将秀）。